# Iberolacerta martinezricai
Iberolacerta martinezricai là một loài thằn lằn trong họ Lacertidae. Loài này được Arribas miêu tả khoa học đầu tiên năm 1996.

## Hình ảnh

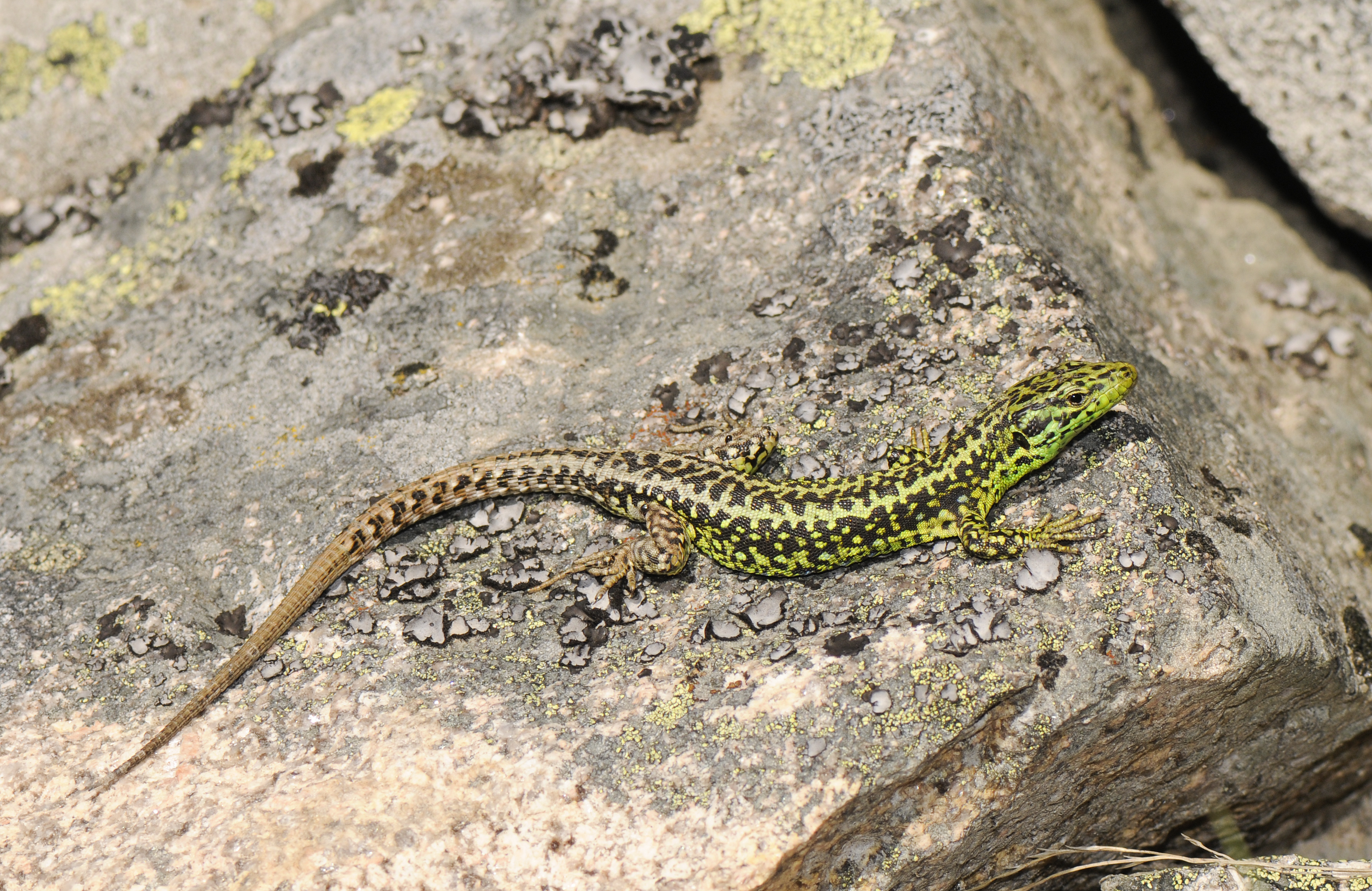
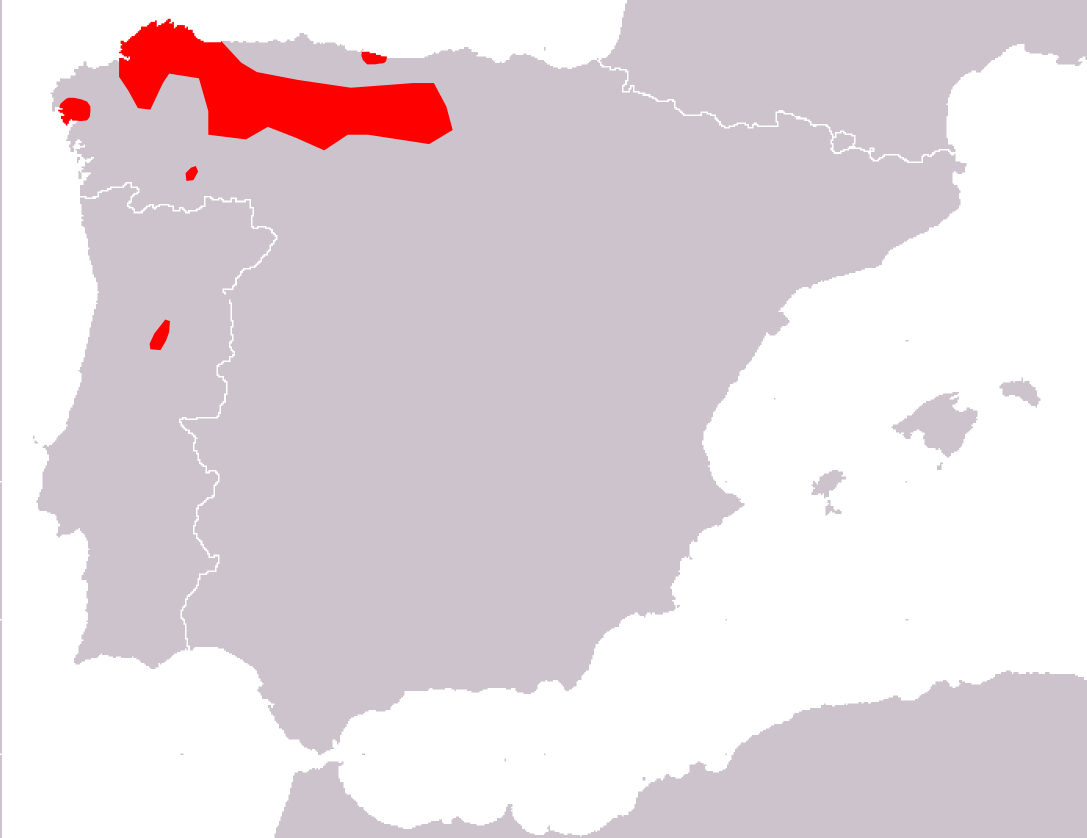
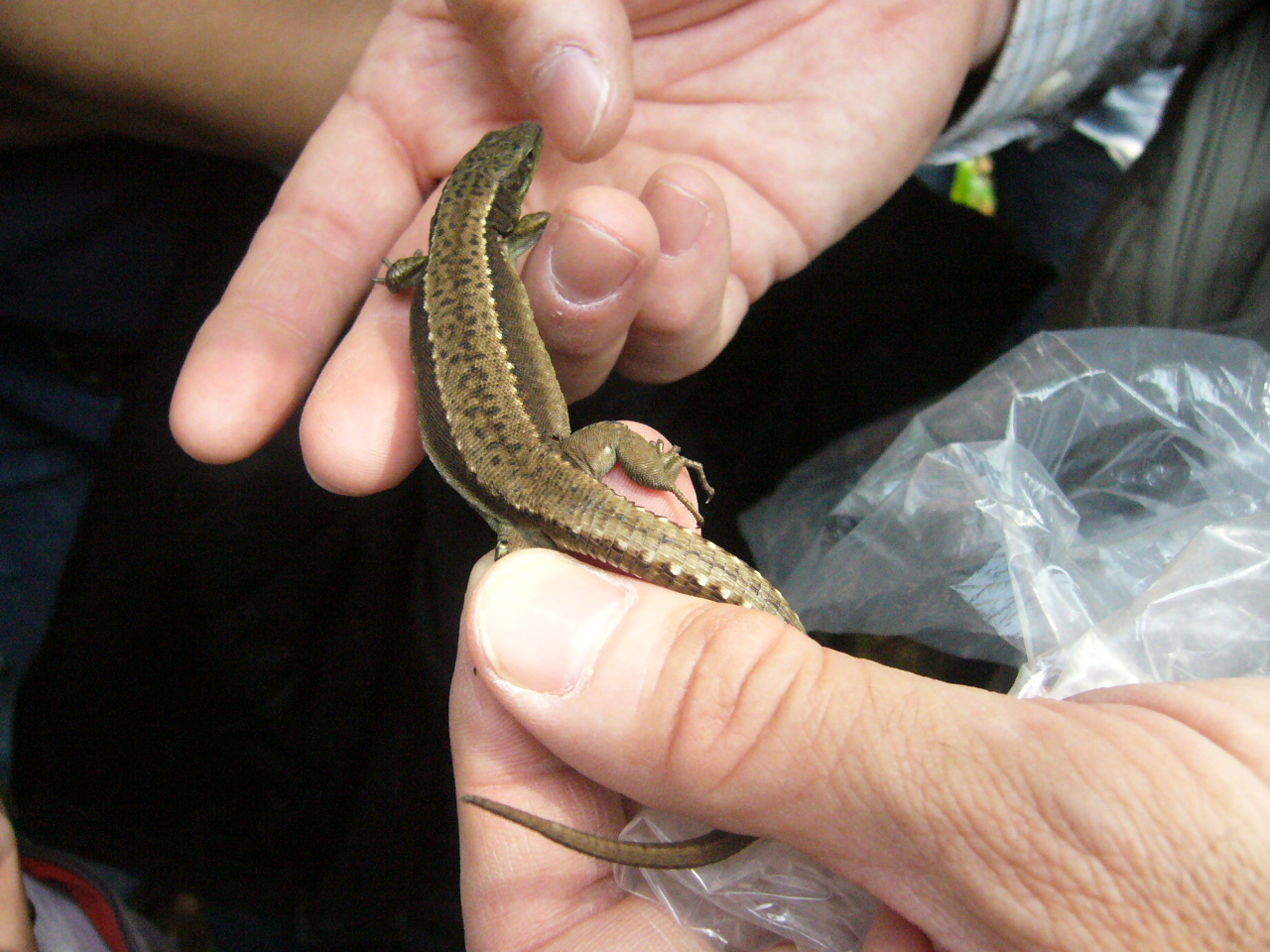
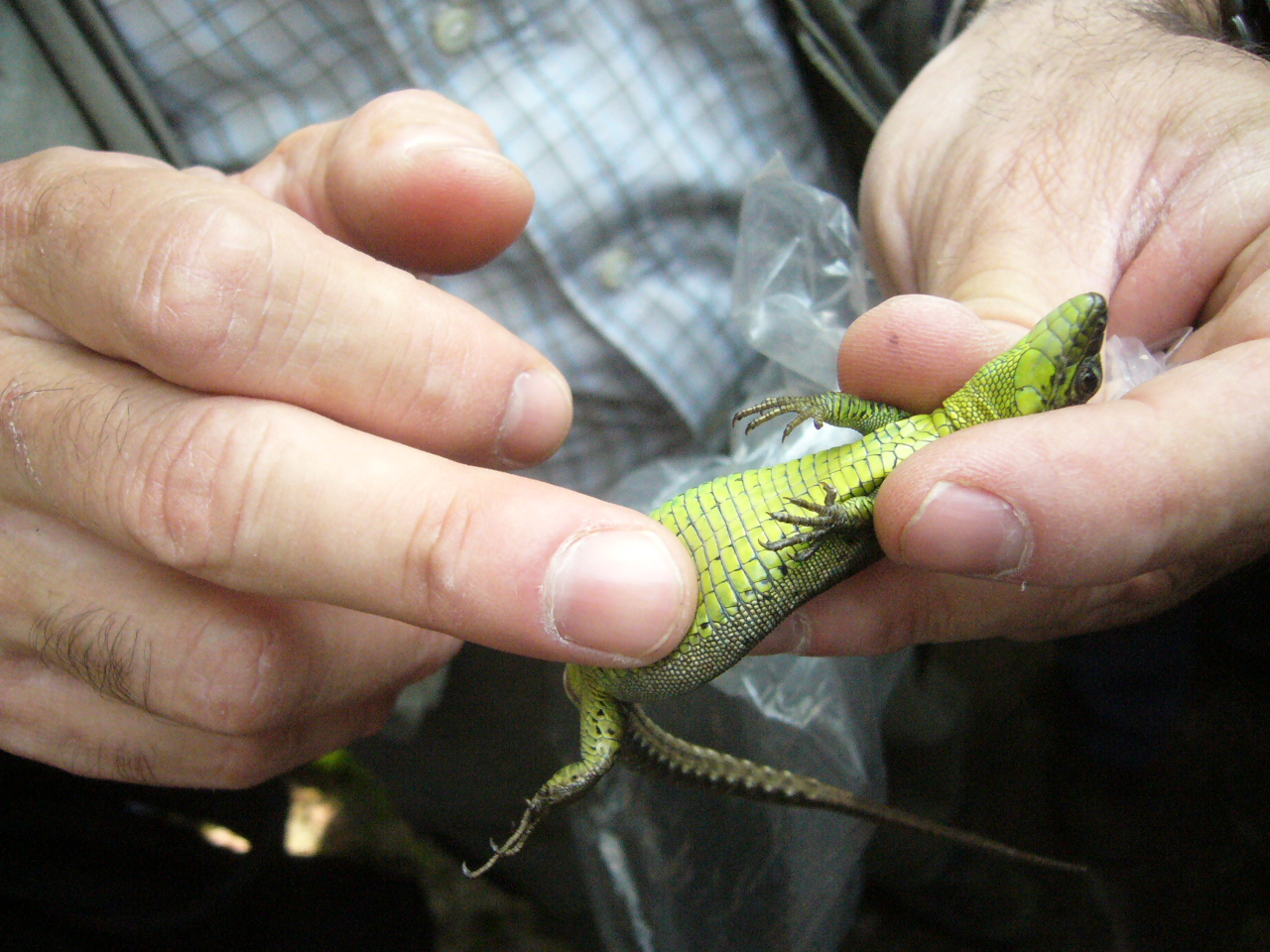